# Ропча (зупинний пункт)
Ро́пча — залізничний пасажирський зупинний пункт Івано-Франківської дирекції залізничних перевезень Львівської залізниці.
Розташована в селі Ропча Сторожинецького району Чернівецької області на лінії Глибока-Буковинська — Берегомет між станціями Карапчів (7 км) та Сторожинець (4 км).
Раніше на платформі зупинялися приміські поїзди сполученням "Чернівці — Сторожинець". Із березня 2020 року пасажирське сполучення припинене на невизначений термін.